# Вотерфорд (округ)
Округ Вотерфорд (енгл. County Waterford, ир. Contae Phort Láirge) је један од 32 историјска округа на острву Ирској, смештен у његовом јужном делу, у покрајини Манстер.
Данас је округ Вотерфорд један од 26 званичних округа Републике Ирске, као основних управних јединица у држави. Седиште округа је званично истоимени град Вотерфорд, који је управно издвојен из округа, али и даље има улогу историјског седишта. Међутим, суштински, скупштина округа председава у Дангарвану.

## Положај и границе округа
Округ Вотерфорд се налази у јужном делу ирског острва и Републике Ирске и граничи се са:
- север: округ Типерари,
- североисток: округ Килкени,
- исток: округ Вексфорд,
- југ: Атлантски океан,
- запад: округ Корк.

## Природни услови
Вотерфорд је по пространству један од средњих ирских округа - заузима 21. место међу 32 округа.
Рељеф: Највећу део округа Вотерфорд је заталасано подручје надморске висине 0-150 м. Планинска подручја постоје на крајњем северу - планине Нокмилдаун и Комера. На југу, дуж атлантске обале, постоји низ мањих равница, које су често мочварне.
Клима Клима у округу Вотерфорд је умерено континентална са изразитим утицајем Атлантика и Голфске струје. Стога град одликује блага и веома променљива клима.
Воде: Округ Вотерфорд је богат водама. Округ има дугу обалу ка Атлантику на југу. У округу се пружају доњи делови тока и ушћа великих ирских река Сур и Блеквотер. У округу нема језера, што је реткост за државу.

## Становништво
По подацима са Пописа 2011. године на подручју округа Вотерфорд живело је преко 110 хиљада становника, већином етничких Ираца. Ово је за 80% мање него на Попису 1841. године, пре Ирске глади и великог исељавања Ираца у Америку. Међутим, последње три деценије број становника округа расте по стопи од близу 1% годишње.
Густина насељености - Округ Вотерфорд има густину насељености од око 60 ст./км², што је истоветно као државни просек (око 60 ст./км²). Јужни део округа је боље насељен него северни.
Језик: Сасвим мали део окружног становништва (1,5-2,0%) насељава тзв. Подручја ирског језика (југозападни део округа), где је једино ирски језик у званичној употреби. У остатку округа се равноправно користе енглески и ирски језик.